# Спас Йотов
Спас Георгиев Йотов е български революционер, деец на Вътрешната македонска революционна организация.

## Биография
Спас Йотов е роден в Селище, тогава в Османската империя. Завършва първоначално училище. Членува в БРСДП (ш.с.), но се присъединява към ВМРО на Тодор Александров и става безпартиен. Ръководител е на местната структура на организацията до смъртта си.